# Cycles de conduite aux États-Unis
 (août 2020).
Si vous disposez d'ouvrages ou d'articles de référence ou si vous connaissez des sites web de qualité traitant du thème abordé ici, merci de compléter l'article en donnant les références utiles à sa vérifiabilité et en les liant à la section « Notes et références ».
Les cycles de conduite aux États-Unis sont les types de conduites qui sont considérés dans les essais pour l'homologation de véhicules automobiles aux États-Unis. Ils sont liés à la notion de cycle de conduite automobile.

## Histoire
L'histoire des cycles de conduite aux États-Unis s'inscrit dans l'histoire de la Procédure d'essai mondiale harmonisée pour les véhicules légers.
Jusqu'en 2018, à titre de comparaison, le cycle NEDC (MVEG), son équivalent européen constitué d'une succession de cycles urbains et d'un cycle extra-urbain, est moins sévère dans la mesure où il se limite à une conduite très éco (accélération moindre).

## Les quatre cycles de conduite aux États-Unis
L'homologation des véhicules automobiles pour les États-Unis inclut une certification de l’Environmental Protection Agency (Agence de protection de l'environnement), qui impose des mesures de consommation et de pollution faites en suivant les cycles de conduites suivants :
- FTP75 (Federal test Procedure) ;
- SC03 (conduite avec climatisation) ;
- US06 (conduite "agressive") ;
- cycle autoroutier (Highway Cycle).

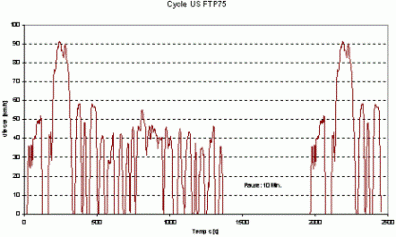
Cycle standard
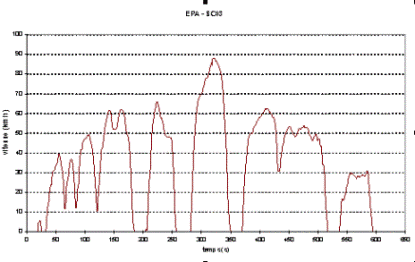
Conduite avec climatisation
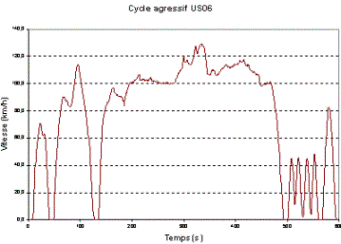
Conduite agressive
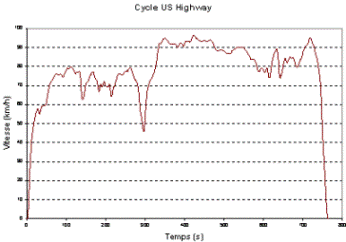
Conduite sur autoroute

## Comparaison internationale
Ce concept peut se comparer à la procédure d'essai mondiale harmonisée pour les véhicules légers utilisée notamment dans l'Union européenne depuis 2018.